# 比亚迪元
比亚迪元是中国电动汽车制造商比亚迪汽车生产的一款超小型跨界SUV，定位低于比亚迪宋紧凑型跨界车。它是比亚迪“王朝系列”量产车的一部分，以元朝命名。
比亚迪元于2016年3月上市，目前仅提供全电动汽车，但之前也提供汽油和插电式混合动力版本。比亚迪元的汽油版自2015年起作为比亚迪S1销售，后更名并成为元家族的一部分。在某些市场，S1名称被保留，甚至全电动版本也重复使用。比亚迪S2是一款全电动超小型跨界车，本质上是换了品牌的元，比原来的元和S1更短，于2019年推出。

电池电动版元Plus车型于2021年7月发布。与第一代相比，它被归类为紧凑型跨界车，尺寸略大，设计更高档，并配备比亚迪专有的刀片电池。2024年3月，第二代元车型（称为元Up）上市，定位于元Plus之下，继续作为比亚迪的超小型跨界车产品。

## 第一代（2015年）
比亚迪元是比亚迪第四款产品，也是比亚迪第三款采用中国朝代命名系统的跨界车，此前三款是比亚迪宋紧凑型跨界车、比亚迪唐中型跨界车、比亚迪秦紧凑型轿车。像比亚迪宋一样，比亚迪决定为整个动力总成系列使用同一个名称（元），包括汽油版、混合动力版和电动版（之前汽油版被称为S1，而混合动力版和电动版从一开始就使用元铭牌）。 

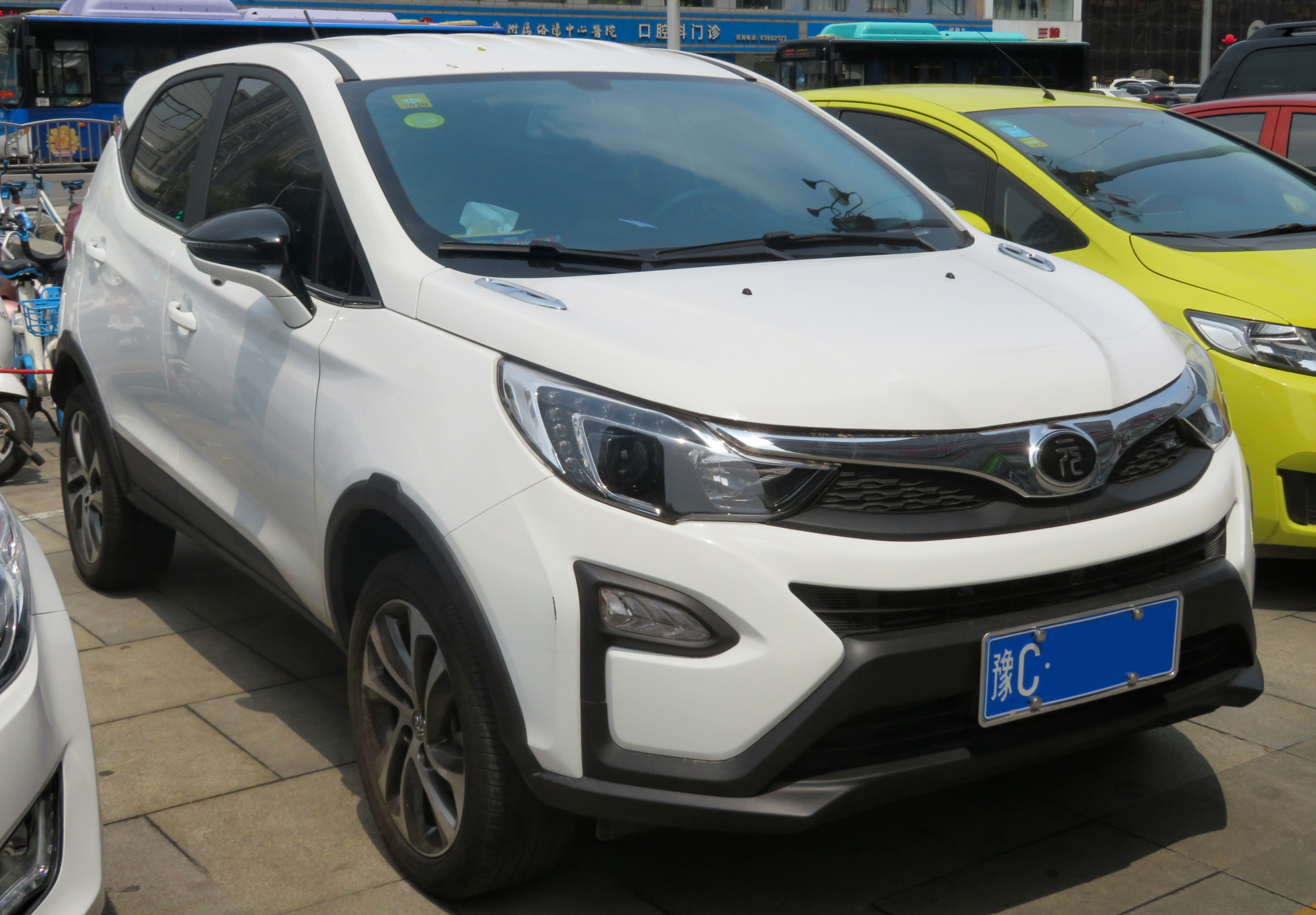
比亚迪元（改款前；前脸）
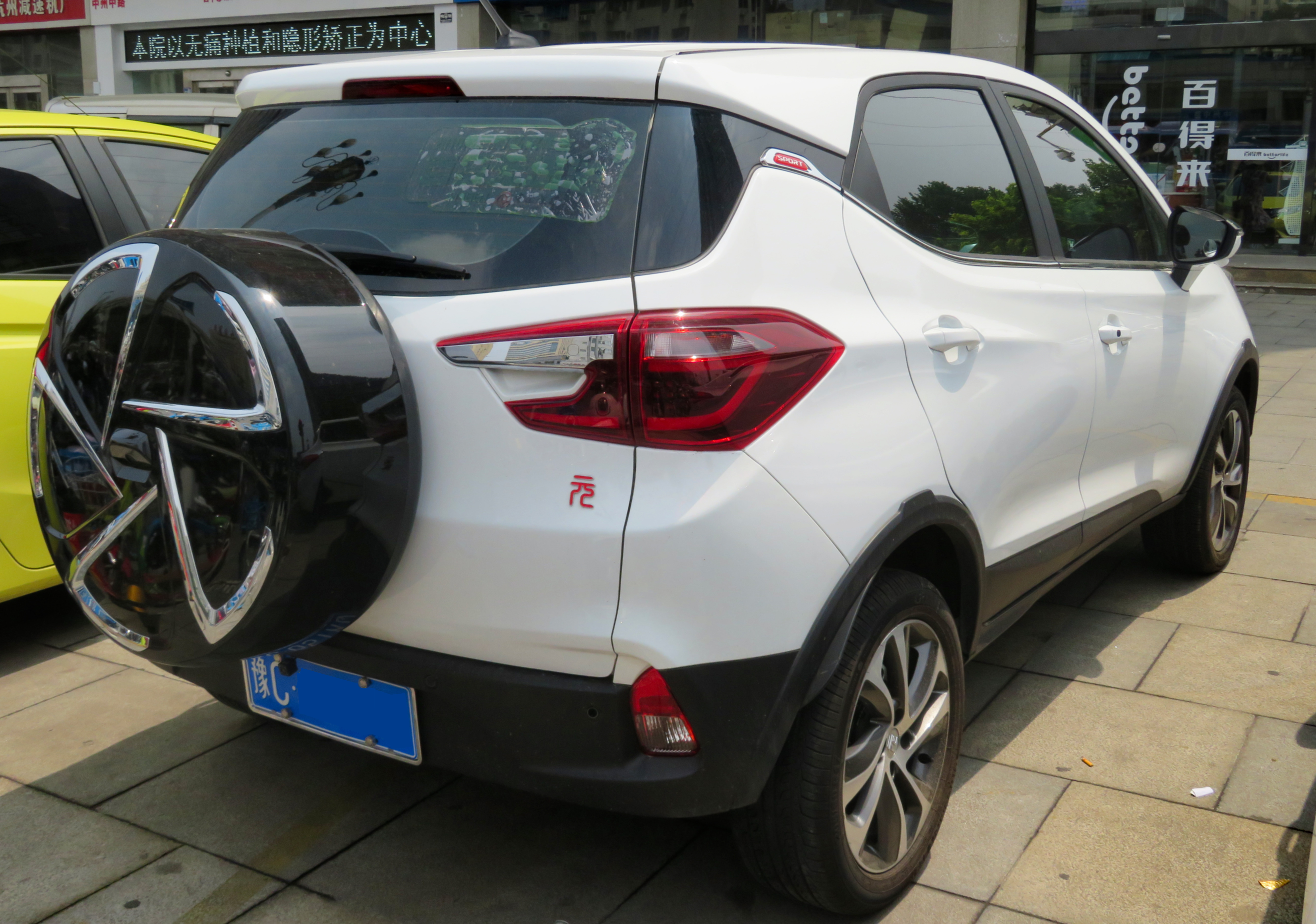
比亚迪元（改款前；后部）

### 比亚迪S1
比亚迪S1是比亚迪于2015年推出的一款汽油动力超小型跨界车。除了中国市场外，该产品还在菲律宾市场发售。在中国市场，随着2016年元车型的推出，S1更名并作为元车型的汽油版出售。
在一些中国以外的市场，尽管该车在中国进行了更名，但旧的S1名称仍被保留。甚至元的全电动版本在某些市场上也被称为S1 EV。

### 比亚迪元改款和元EV

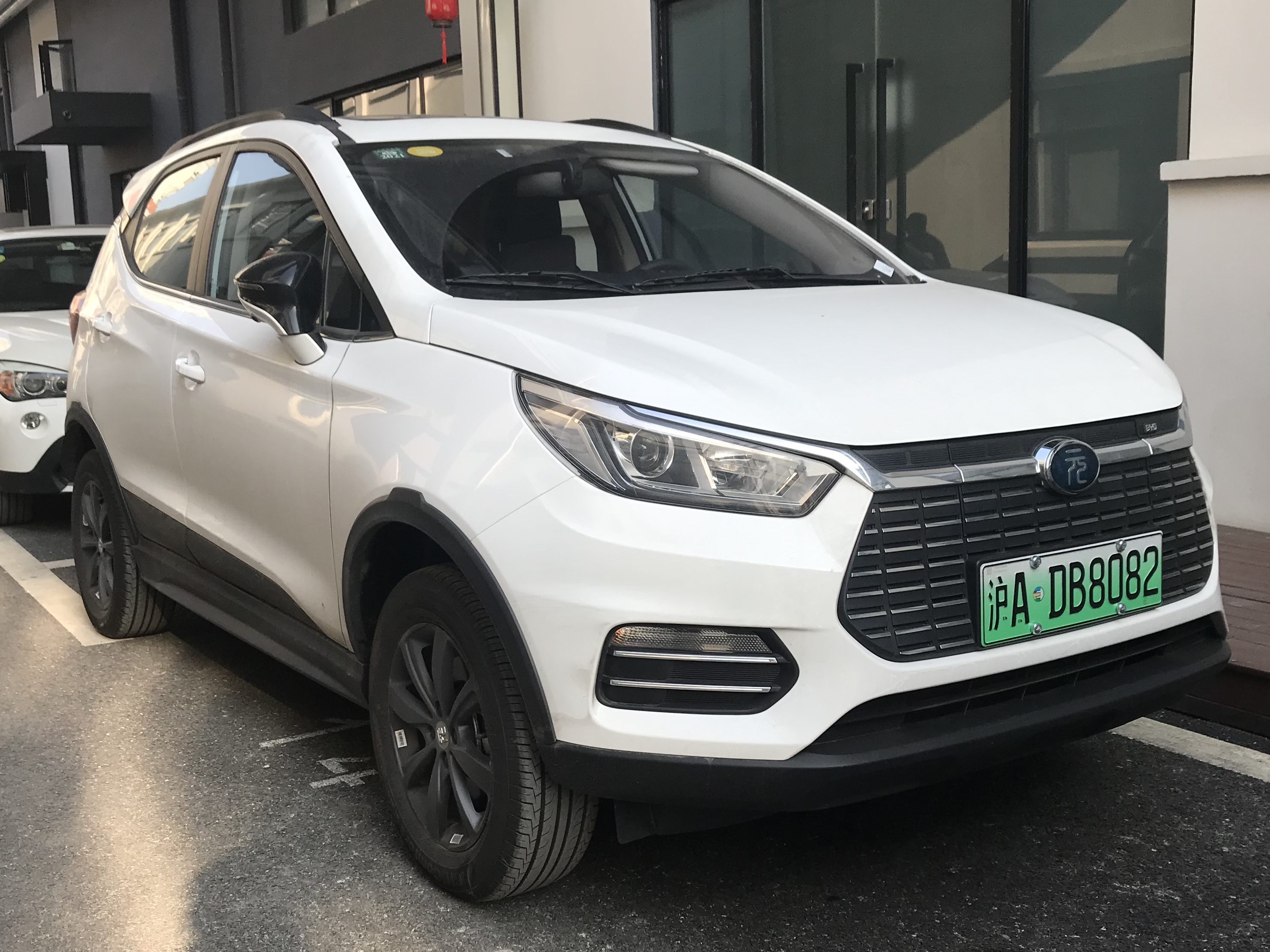
比亚迪元改款（EV）
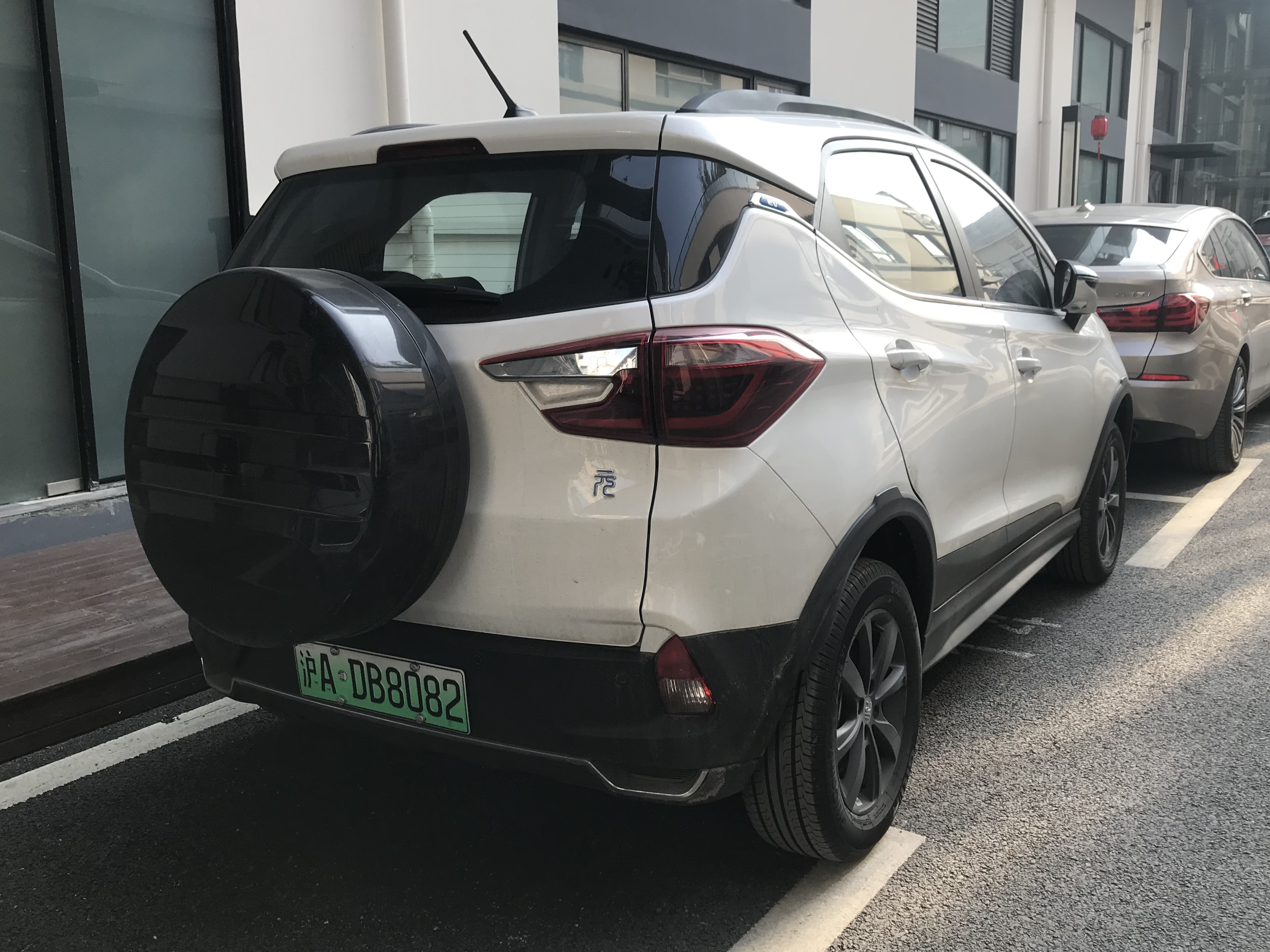
比亚迪元改款（EV）
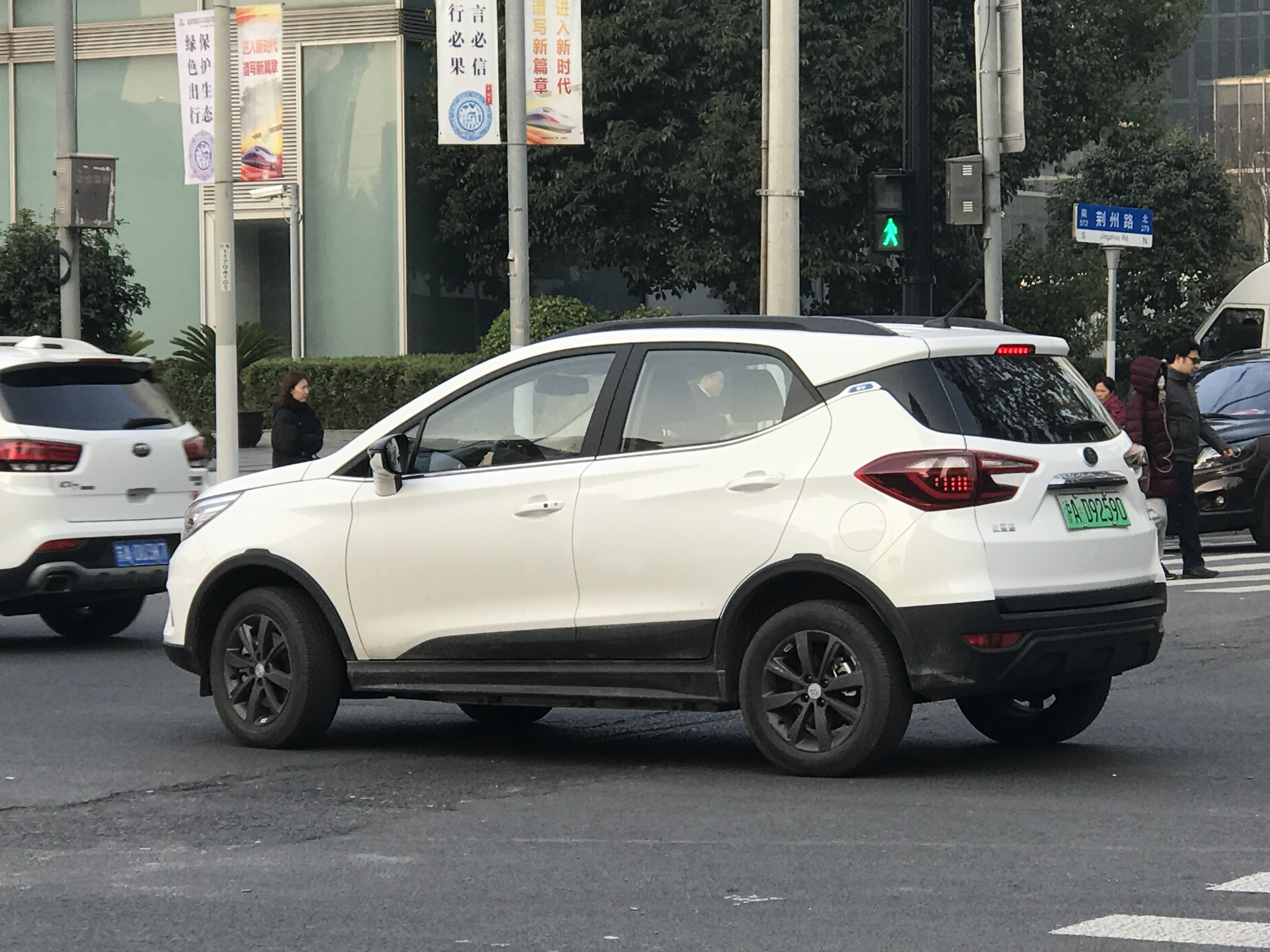
比亚迪元改款（EV；无备胎）

2018年，比亚迪元进行了改款，前脸采用全新“龙脸”造型，与所有其他“王朝”系列产品保持一致。纯电动汽车元EV360也上市了，售价从7.99万元到9.99万元不等。比亚迪元EV360配备43.2kWh电池，最大续航里程为305公里。另外还有比亚迪元EV535，配备更大的53.2 kWh电池。

### 2020版元EV
截至2020年8月，比亚迪在中国宣传的元车型只有全电动版本。除了2019款比亚迪元EV360（42 kWh电池）之外，2020款比亚迪元 EV 还提供两种电池选择：40.62 kWh和53.22 kWh。根据NEDC标准，更大电池的续航里程为410km。

### 元Pro（2021年改款）
2021款元EV进行了改款，命名为元Pro。元Pro的前脸经过重新设计，风格与比亚迪汉EV相同。在性能方面，元Pro配备单电机，输出功率为101km和210N·m的扭矩 。元Pro搭载比亚迪自主研发的50.1千瓦时磷酸铁锂“刀片电池”，NEDC续航里程达401km。

内饰基本沿用了改款前的车型，配备10.1英寸多媒体屏幕，并集成了DiLink3.0智能网联系统，具有语音命令、语音通知、蓝牙电话、电话连接和移动车载电视等功能。 

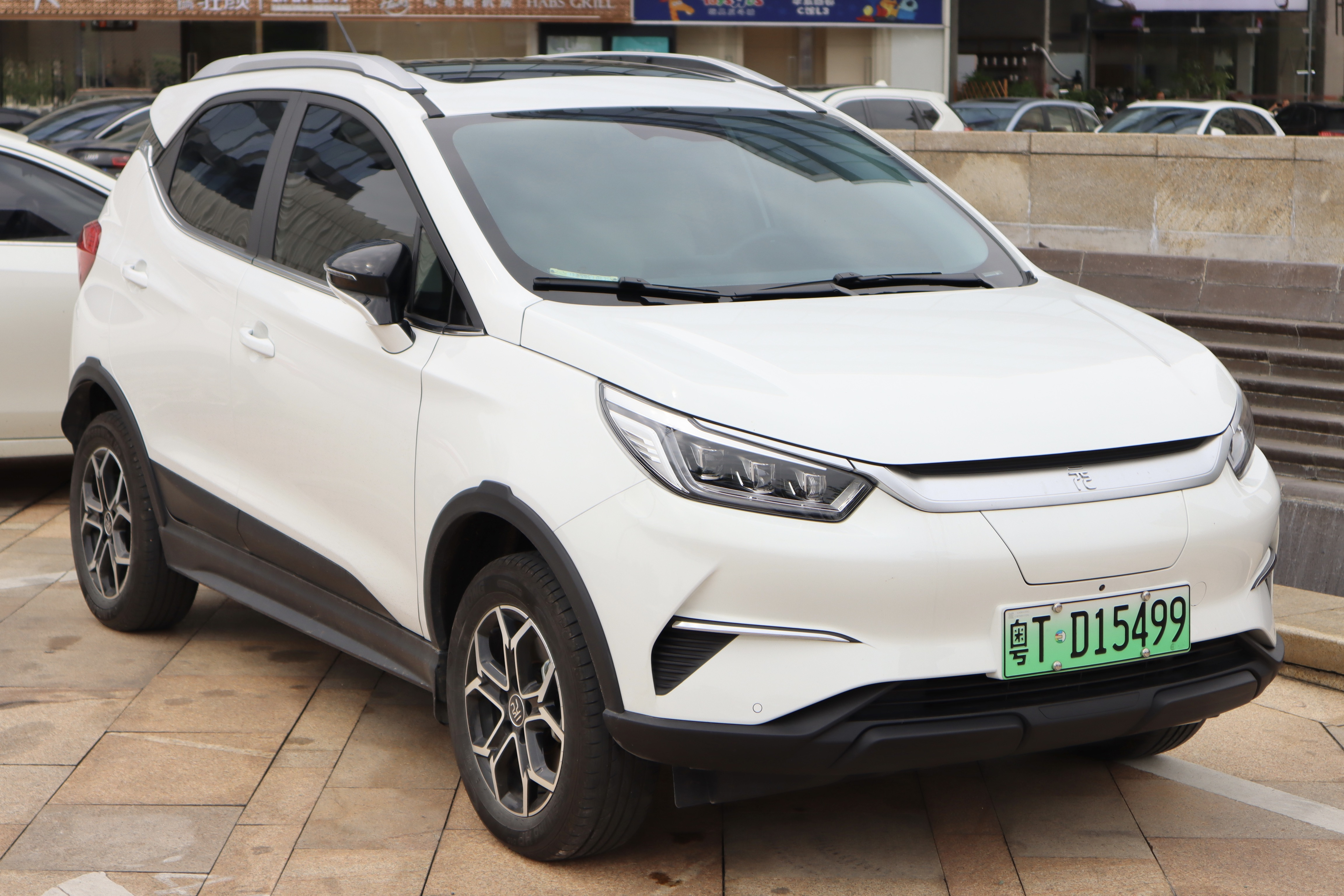
比亚迪元Pro (EV)
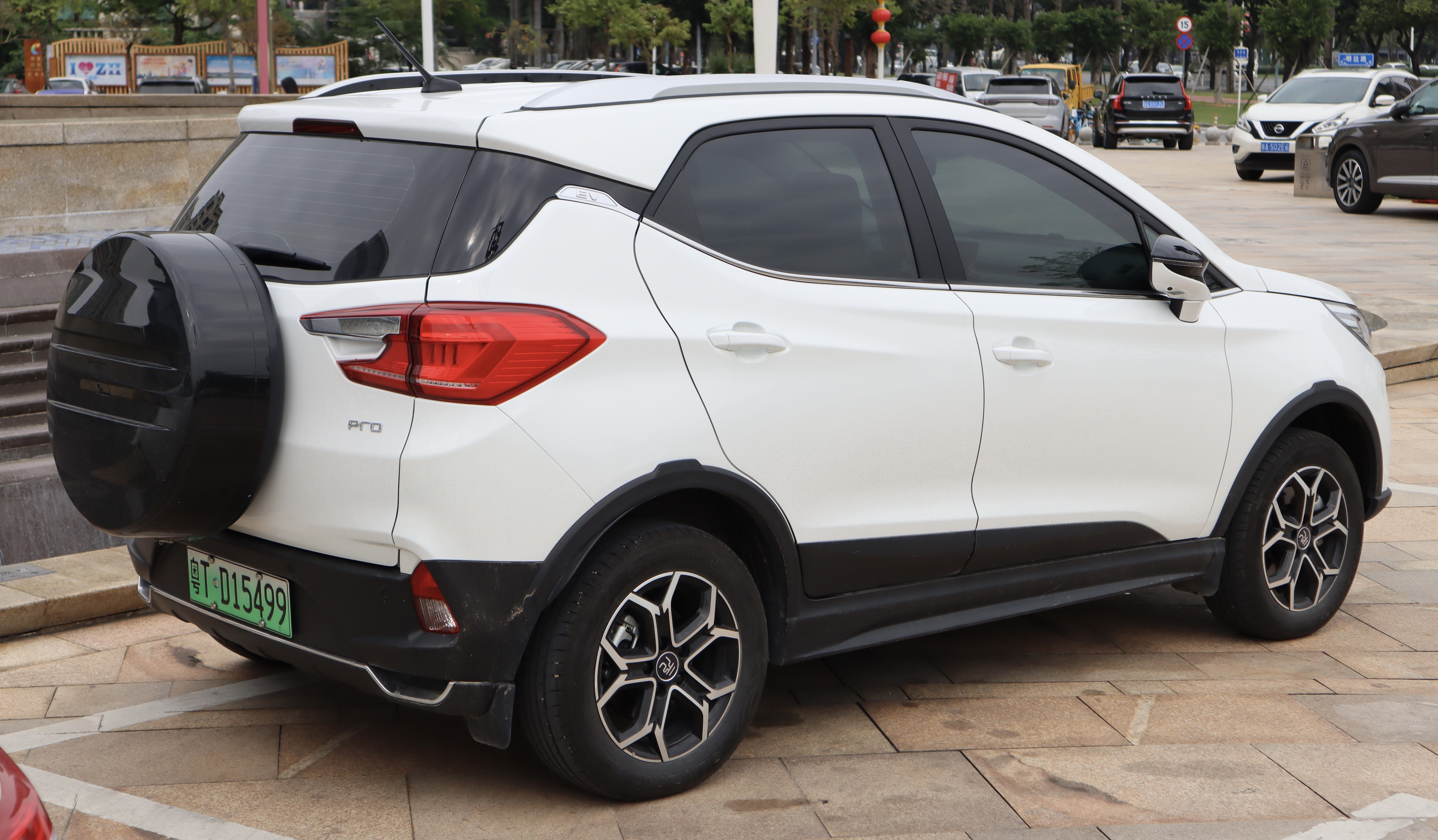
比亚迪元Pro后排（EV）

### 比亚迪S2
比亚迪S2是一款全电动小型跨界车，比元和S 短（4100毫米与4360毫米），自2019年起在中国销售。电池容量为40.62千瓦时。 

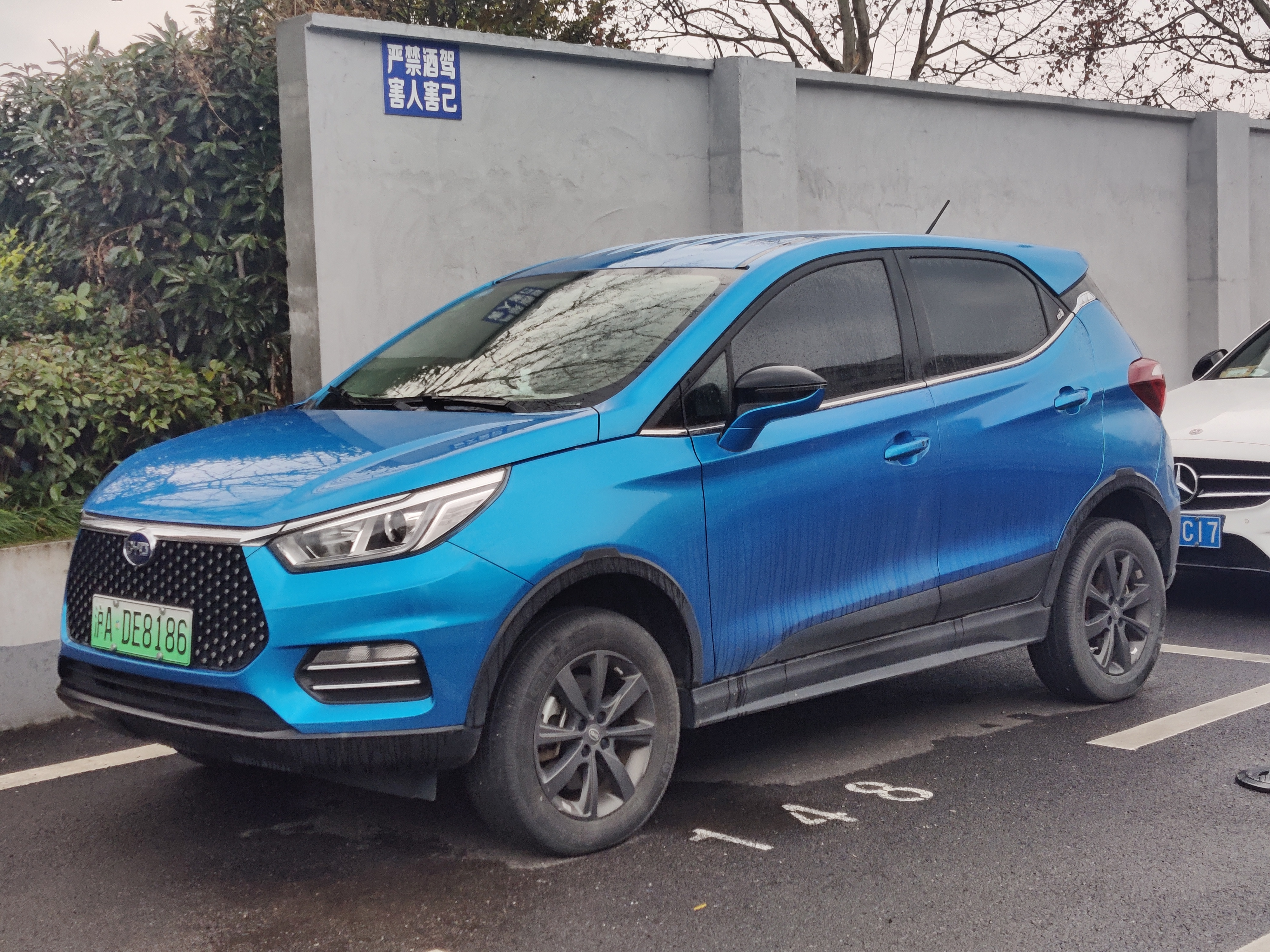
比亚迪S2（前）
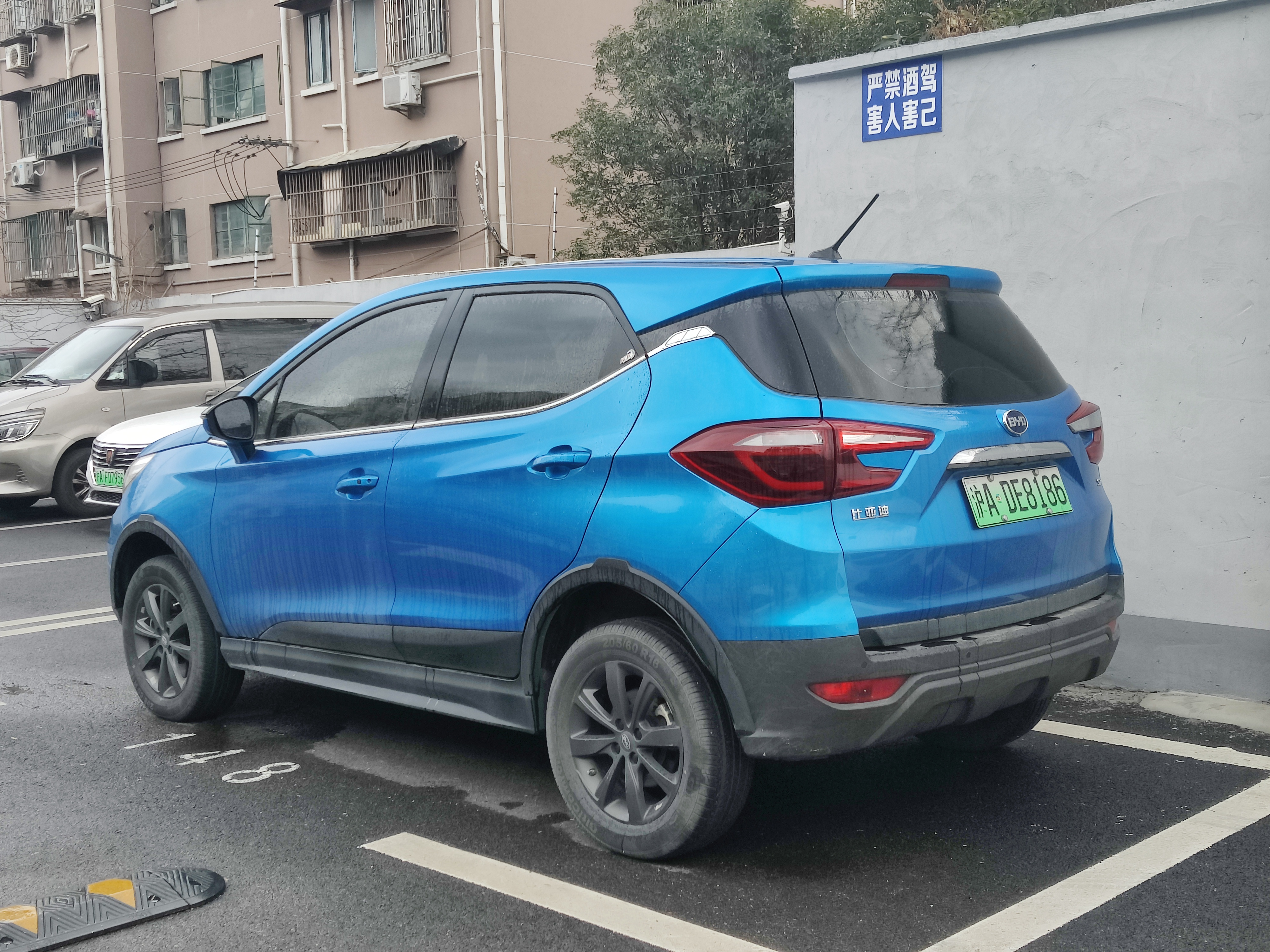
比亚迪S2（后）

## 元Plus（2022）

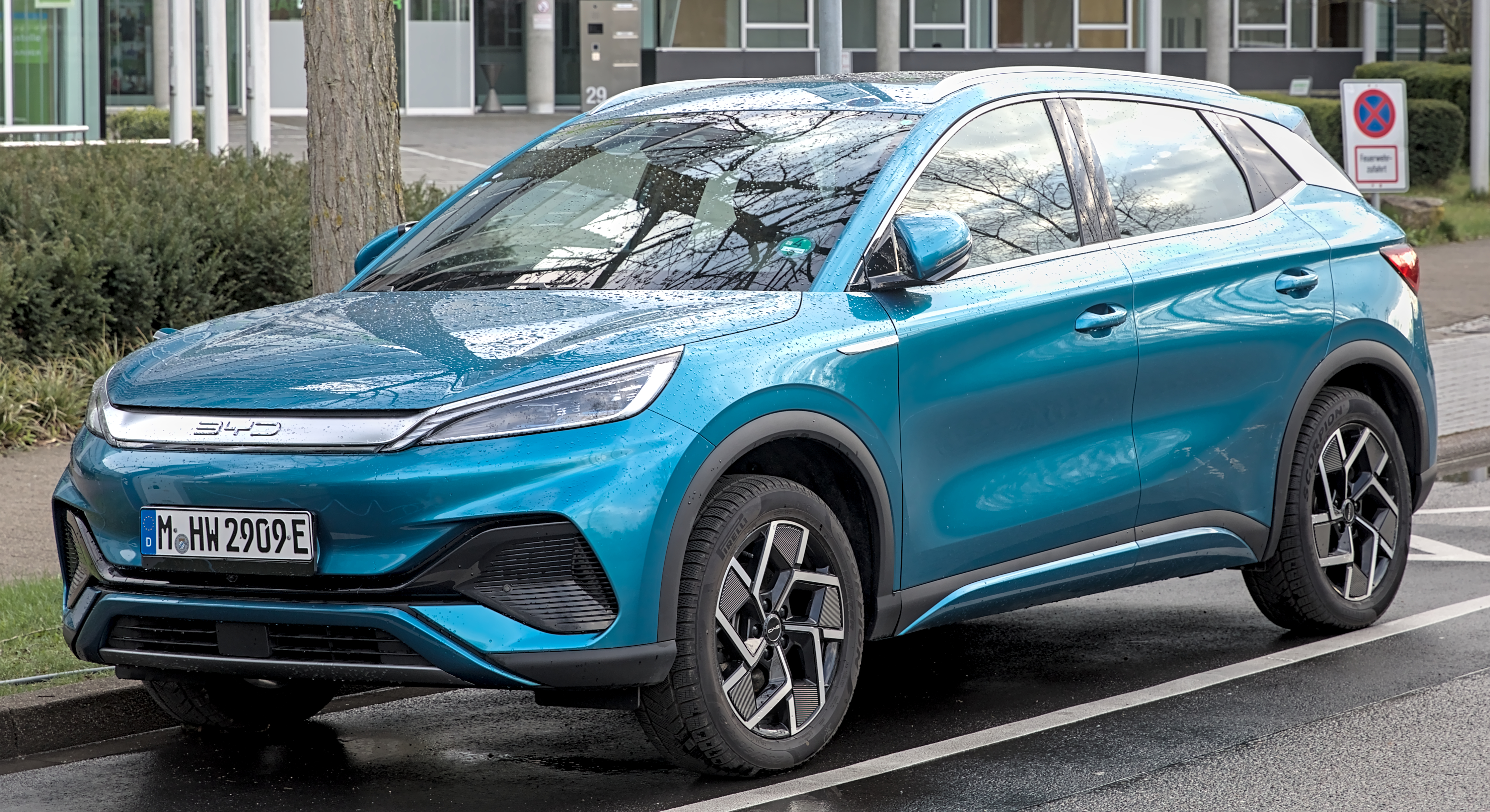
比亚迪Atto 3（德国）

2021年7月，有消息称比亚迪将推出更大尺寸的全电动元车型，该车型被命名为比亚迪元Plus，以区别于继续销售的第一代元。 元Plus明显比元和元Pro大，现在尺寸更接近紧凑型跨界车。该车型在国际市场上的品牌为比亚迪Atto 3 。

## 元up (2024)

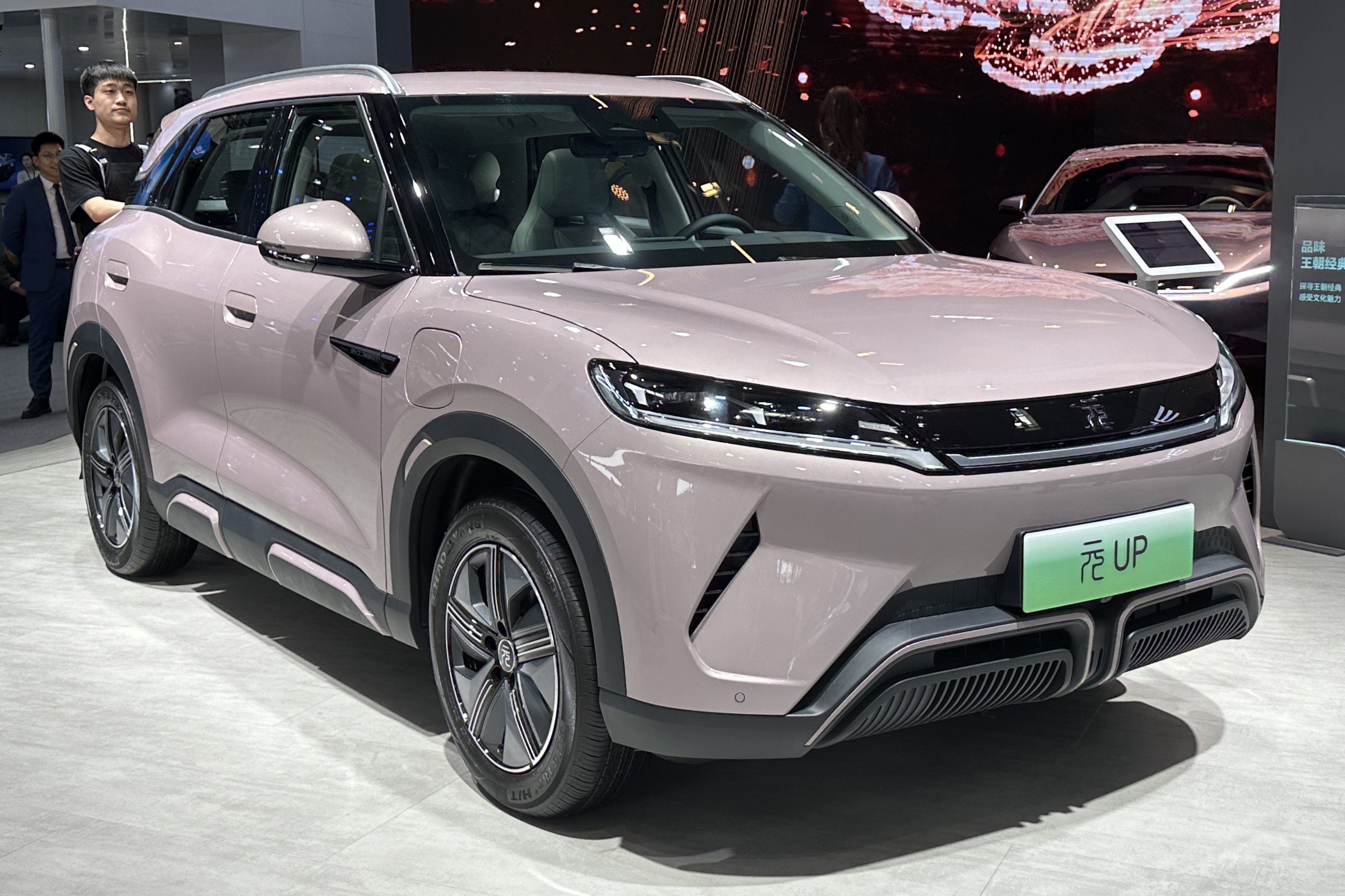
比亚迪元up

元Pro的继任者将于2024年2月以元Up的名义发布。元Up将继续定位于小型跨界车细分市场，而体型更大的元Plus则被归类为紧凑型跨界车。 该车型在国际市场上以比亚迪元Pro 、比亚迪S1Pro和比亚迪Atto2为品牌。